# Ті, що вижили (фільм)
«Ті, що вижили» (фр. Hostile) — дебютний повнометражний фільм жахів французького режисера Матьє Турі.
Світова прем'єра кінострічки відбулась у липні 2017 року на Міжнародному фестивалі фантастичних фільмів у Невшателі (Швейцарія).
Фільм також показали на фестивалі в Санкт-Петербурзі та кінофестивалі в Трієсті.

## Сюжет
Епідемія знищує практично все живе на планеті. Джульєтта — одна з тих, хто вижила — бореться щодня за виживання: вдень намагається знайти собі їжу, а вночі ховається від загрози.
Одного разу головна героїня потрапляє в аварію й опиняється серед білого дня в небезпеці.

## Нагороди та номінації
| Міжнародний кінофестиваль фантастичних фільмів (Швейцарія) | 2017 | Молодіжна премія Дені де Ружмона     | Перемога  |
| Міжнародний кінофестиваль фантастичних фільмів (Швейцарія) | 2017 | Найкращий фільм                      | Номінація |
| Міжнародний кінофестиваль фантастичних фільмів (Швейцарія) | 2017 | Найкращий фантастичний фільм         | Номінація |
| Кінофестиваль FilmQuest (США)                              | 2017 | Найкращий іноземний фільм            | Перемога  |
| Кінофестиваль FilmQuest (США)                              | 2017 | Найкращий грим                       | Перемога  |
| Кінофестиваль FilmQuest (США)                              | 2017 | Найкращий фільм                      | Номінація |
| Кінофестиваль FilmQuest (США)                              | 2017 | Найкращий сценарій                   | Номінація |
| Кінофестиваль FilmQuest (США)                              | 2017 | Найкращий режисер                    | Номінація |
| Кінофестиваль FilmQuest (США)                              | 2017 | Найкраща жіноча роль                 | Номінація |
| Кінофестиваль FilmQuest (США)                              | 2017 | Найкраща чоловіча роль               | Номінація |
| Кінофестиваль FilmQuest (США)                              | 2017 | Найкраща операторська робота         | Номінація |
| Hollywood Verge Film Awards                                | 2017 | Найкращий науково-фантастичний фільм | Перемога  |
| Hollywood Verge Film Awards                                | 2017 | Найкращий фільм                      | Номінація |
| Hollywood Verge Film Awards                                | 2017 | Найкраща жіноча роль                 | Номінація |
| Hollywood Verge Film Awards                                | 2017 | Найкраща операторська робота         | Номінація |
| Hollywood Verge Film Awards                                | 2017 | Найкращий художник-постановник       | Номінація |
| Каталонський міжнародний кінофестиваль фантастичного кіно  | 2017 | Приз глядацьких симпатій             | Номінація |